# Abrothrix illutea
Abrothrix illutea és una espècie de mamífer rosegador de la família dels cricètids. És endèmic del nord-oest de l'Argentina (províncies de Tucumán i Catamarca). El seu hàbitat natural són els boscos montans humits de Podocarpus parlatorei. Està amenaçat pels incendis provocats i el pasturatge de bovins. El seu nom específic, illutea, significa ‘no groga’ en llatí.